# アフリナット国際航空
アフリナット国際航空（アフリナットこくさいこうくう、英語: Afrinat International Airlines）は、ガンビア共和国のバンジュールを拠点とする航空会社である。バンジュールから西アフリカ各地（アクラ、ダカール、バマコ、コナクリ、フリータウン）に国際定期便を運航していた。2002年に設立され、2004年に営業を停止している。